# ぐるぐる爆侍
ぐるぐる爆侍とは、2007年にJPSから発売されたパチスロ機（5号機）である。同社の5号機第5作目である。

## スペック
- BIG BONUS（赤7揃い）と「おみつチャンス」（以下「OC」と表記）を搭載する。
- OCには「青7揃い」と「ベル-リプレイ-リプレイ」の2種類があり、後者はボーナス絵柄が揃っていないのに突然ボーナスになるように見えるので、突Bと呼ばれる。
- BIG BONUSは払い出しが345枚を超えると終了し、平均約275枚獲得できる。
- OCはいずれも左リール無制御のCTで、払い出しが135枚を超えると終了し、110-120枚獲得できる。
- OC終了後はリプレイタイム（RT）に突入し、その継続ゲーム数は青7揃い後で50ゲーム、突B後では100ゲームである。
- RT中はメダルがわずかに増加する（コムギチャンSPではメダルが減少していた）。
- 2ゲーム継続のRT目が存在し（1枚役の取りこぼしで出現する）、OC突入後のRTにこれを揃えると残りゲーム数が2ゲームに上書きされる（実質RTがパンクする）。

## 概要
- ボーナス後のRT突入やRT2G目の存在から、ナースウィッチ小麦ちゃんマジカルてのゲーム性を継承した機種といえる。
- ボーナス確率が高めに設定されており（1/176～1/147）、出玉の波は穏やかで、遊びやすい機種といえよう。